# 6201 Ichiroshimizu
6201 Ichiroshimizu è un asteroide della fascia principale. Scoperto nel 1993, presenta un'orbita caratterizzata da un semiasse maggiore pari a 2,5832283 UA e da un'eccentricità di 0,1713194, inclinata di 5,01105° rispetto all'eclittica.